# Арибет
Леди Арибет де Тильмаранд (англ. Aribeth de Tylmarande) — паладин бога справедливости Тира, персонаж компьютерной ролевой игры Neverwinter Nights по вселенной Forgotten Realms.

## Личность и внешность
Леди Арибет — молодая, прекрасная и грациозная полуэльфийка. На международных форумах до сих пор не утихают споры о том, к какой эльфийской подрасе она относится. Одни утверждают, что она принадлежит к лесным эльфам, и в пользу этого приводят отдельные детали её биографии и то, что на некоторых изображениях её кожа имеет медный оттенок, свойственный этому подвиду эльфов. Другие говорят, что она все-таки лунный эльф, и в пользу этого говорит её игровая модель, у которой её кожа имеет явный сероватый оттенок, свойственный лунным эльфам. Третьи же подмечают в ней некоторые черты человека, выдвигая гипотезы о том, что её отец или мать были полуэльфами. У неё длинные волосы светло-каштанового цвета. Во втором дополнении Hordes of the Underdark она стала игровым персонажем, что давало возможность просмотреть её статистику, где в графе раса значилось полуэльф. Некоторые посчитали, что разработчики просто не обдумали происхождение Арибет, так как это идет вразрез с некоторыми фактами[уточнить]. Рост Арибет также дает основания полагать, что она является полуэльфом.

## D&D-характеристика
- Раса: полуэльф, женщина.
- Рост: 5 футов 4 дюйма.
- Класс: паладин/клерик (оригинальная кампания), паладин/чёрный страж (дополнение).
- Мировоззрение: Законопослушное-доброе либо Законопослушное-злое.
- Имущество: на протяжении оригинальной кампании Арибет носит полные пластинчатые доспехи (прелюдия, первая и вторая глава), полные пластинчатые доспехи +3 (четвёртая глава), короткий меч (глава 2), полуторный меч (прелюдия) и длинный меч +4 с эффектом солнечного либо кровавого сияния (в зависимости от выбора класса; Hordes of the Underdark, глава 3). Также у неё есть два особых предмета — «Доспех Арибет» (АС: 2, бонус брони +6, при ударе по доспехам Замораживание Противника медленной атакой, спасение по спасброску, DC 10 + 10; Hordes of the Underdark) и «Меч Арибет» (полуторный меч +5 1d10/19-20 x2, урон Добрым 5 дробящим, вампирская регенерация +1, ограничение использования — законопослушно-злой паладин; оригинальная кампания, глава 4). Форма последнего в игре отчасти напоминает тот меч, с которым она обычно изображается (с гардой в виде глаза, символа Невервинтера).

## Биография

### Доигровые события
Арибет родилась в семье охотника, в маленьком поселении людей в северных горах под названием Громовое Дерево (Thundertree). Деревня была разрушена орками, никто, кроме девушки, не выжил. Преисполнившись жаждой мщения, в течение нескольких лет она преследовала этих созданий, подстерегая их ночью и поодиночке. Через пять лет после разграбления посёлка эльфийка, преследовавшая племя орков в горах Хребта Мира, попала в снежную бурю. Несколько дней она провела, сопротивляясь неистовству стихий, и вот тогда, когда она уже собралась расстаться с жизнью, она заметила приближение человека. Он был высок и атлетически сложен, но у него не было правой руки. Многие сходятся во мнении, что это был аватар Тира, искалеченного Бога Справедливости. Он на руках вынес умирающую Арибет из бури — очнулась она в Монастыре Илматера в окрестностях города Сильвермун. Её посещали виденья, в которых Тир убеждал её, что избранный ею путь — путь кровавой мести — не восстановление справедливости. В конце концов, она доверилась этим виденьям и направилась в Невервинтер, где вступила на путь защитника Тира, и очень скоро она начала восхищаться Изувеченным Богом. Она высоко поднялась на службе как Паладин Тира, стала правой рукой Нашера Алагондара, лорда Невервинтера. Много позже она встретила молодого священника, эльфа по имени Фентик, который стал её любовником.

### СобытияNeverwinter Nights
На службе Невервинтеру она оказала помощь в спасении города во время эпидемии чумы, носящей название Вопящей Смерти, но казнь Фентика, которого судили и приговорили к смерти за мнимую поддержку распространителей Чумы, подорвала её веру. В конце концов, обуреваемая яростью, одержимая жаждой мести Невервинтеру, она отреклась от Тира и стала Чёрным Стражем, чемпионом Мораг, королевы расы Создателей. Она повела армии Лускана против своего бывшего дома, и её блестящее знание обороны города позволило быстро сломить всякое сопротивление со стороны Невервинтера. Если бы не своевременное вмешательство протагониста, который сумел остановить Арибет, Маугрима и Мораг, миру бы грозило возвращение расы тиранов. В Neverwinter Nights игроку предлагается самому решить дальнейшую судьбу Арибет — убить её, или убедить сдаться. Во втором дополнении к игре, которое носит название Hordes of the Underdark, разработчики приоткрывают завесу событий. В официальном варианте Леди Арибет действительно сдаётся Невервинтеру, лорд Нэшер, как прежде Фентика, судит её и приговаривает к смерти. Это стало основной причиной размолвки между Нэшером Алагондаром и протагонистом.

### СобытияNeverwinter Nights: Hordes of the Underdark
После смерти леди Арибет оказалась в Кании, Восьмом Аду Баатора. Когда Мефистофель, архидьявол Кании начал собирать души для своей армии, Арибет восстала против него. Большинство полагают, что она сделала это ради свободы всех обитателей Кании, но сама она утверждала, что сделала это исключительно ради себя, поскольку не собиралась вновь служить кому-то. Когда она встретилась с Мефистофелем, он раскрыл ей секрет, который она так долго от себя скрывала — она никогда на самом деле не любила Фентика. Таким образом, оправдание её предательству — месть за любимого человека — теряло смысл. Судьба Арибет в Аду также многовариантна и зависит от выбора протагониста. Она может сопровождать его в странствиях в облике паладина Тира либо чёрного стража, также это один из персонажей (наряду с Натиррой и Валеном), у которых есть романтическая ветвь развития сюжета.

### Возможная судьба
В финале Neverwinter Nights: Hordes of the Underdark предусмотрено несколько вариантов дальнейшей судьбы Арибет после победы над Мефистофелем. Судьба леди Арибет зависит от выбора главного героя, от его навыка убеждения и от отношений героя и Арибет. (Развитие любовной линии в отношениях с Арибет возможно только для мужского персонажа).
- Паладин Арибет предаёт главного героя в решающей битве с Мефистофелем, но после мучается чувством вины. Герой прощает её, и с тех пор Арибет становится верной спутницей героя.
- Чёрный страж Арибет предает главного героя, однако тот решает сохранить ей жизнь. Арибет в виде призрака скитается по миру смертных, принося всюду хаос и разрушения. Она обрушивает свою злобу на Невервинтер, насылая на город различные бедствия. В Невервинтер является герой, который побеждает призрак Арибет.
- Арибет остается верна главному герою и после победы над Мефистофелем становится его возлюбленной. После того как герой состарился и умер, призрак леди Арибет покинул мир живых и, по легенде, встретился с героем в следующей жизни. Данный вариант подходит как для Арибет-паладина, так и для чёрного стража.
- Арибет погибает в решающей битве с Мефистофелем. Независимо от того, сражалась ли она на стороне героя или дьявола, её душа после второй смерти наконец обретает покой.
- Главный герой узнает истинное имя Арибет, и если он сообщит его Спящему, то оказывается, что на самом деле Арибет — истинная любовь этого планарного существа. В этом случае Спящий и Арибет отправляются в путешествие по планарным мирам.
- Чёрный страж Арибет предаёт главного героя, однако протагонист убеждает её на «двойное предательство», и в бою с Мефистофелем Арибет сражается на стороне протагониста. После победы, в случае если протагонист примет решение занять место Мефистофеля и править в аду, а Арибет окажется истиной любовью протагониста, то Арибет и протагонист будут вечно править 8-м кругом ада.